# Buitrago del Lozoya
Buitrago del Lozoya – miasto w Hiszpanii we wspólnocie autonomicznej Madryt, 75 km od Madrytu nad rzeką Lozoya. Miasto całkowicie ograniczone od wschodu górami Sierra de Guadarrama, zaś od zachodu przełęczą Samosierra. 

## Atrakcje turystyczne
- Mury obronne Muralla de Buitrago del Lozoya
- Zamek Castillo de Buitrago del Lozoya
- Casa del Bosque
- Kościół Santa Maria del Castillo
- Most Puente del Arrabal